# Tweede Weense School

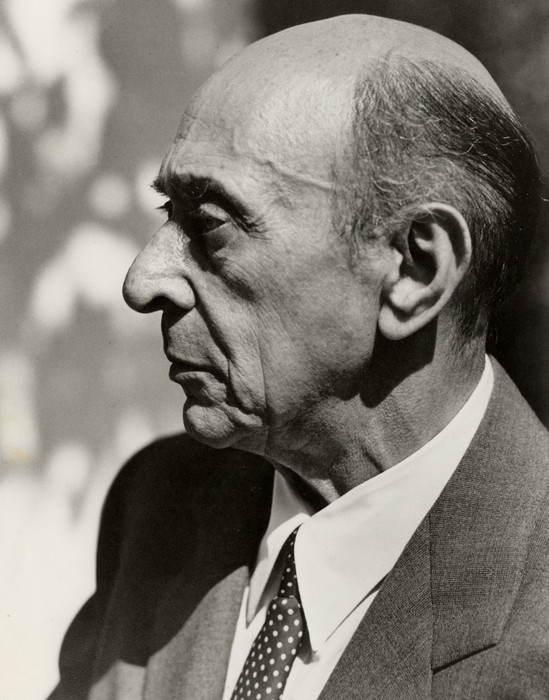
Arnold Schönberg

De Tweede Weense School is in de muziekgeschiedenis de groep componisten rond Arnold Schönberg en zijn studenten Alban Berg en Anton Webern. In deze benaming wordt teruggegrepen op de componisten van de Eerste Weense School, die uit Mozart, Haydn en Beethoven bestaat, maar anders dan de Tweede Weense School geen echte school vormde.
Berg en Webern volgden vanaf 1904 lessen bij Schoenberg (toen nog: Schönberg), die zelf overigens vrijwel autodidact was en in deze periode nog in een laat-romantische stijl schreef. De twaalftoonstechniek, die de werken van de componisten van de Tweede Weense School karakteriseert, werd pas vanaf de jaren twintig ontwikkeld. 
In de jaren dertig viel de Tweede Weense School uiteen door de emigratie van Schoenberg (eerst naar Frankrijk, toen naar de Verenigde Staten) onder invloed van de machtsgreep van de nazi's (1933), en door de dood van Berg (1935). 
De Tweede Weense School heeft de componisten van de naoorlogse avant-garde sterk beïnvloed, maar heeft nooit een groot publiek weten te bereiken: het werk van deze componisten geldt daar tot op heden als "modern".